# Fermignano
Fermignano – miejscowość i gmina we Włoszech, w regionie Marche, w prowincji Pesaro i Urbino, położona nad rzeką Metauro.
Według danych na rok 2004 gminę zamieszkiwało 7531 osób, 175,1 os./km².

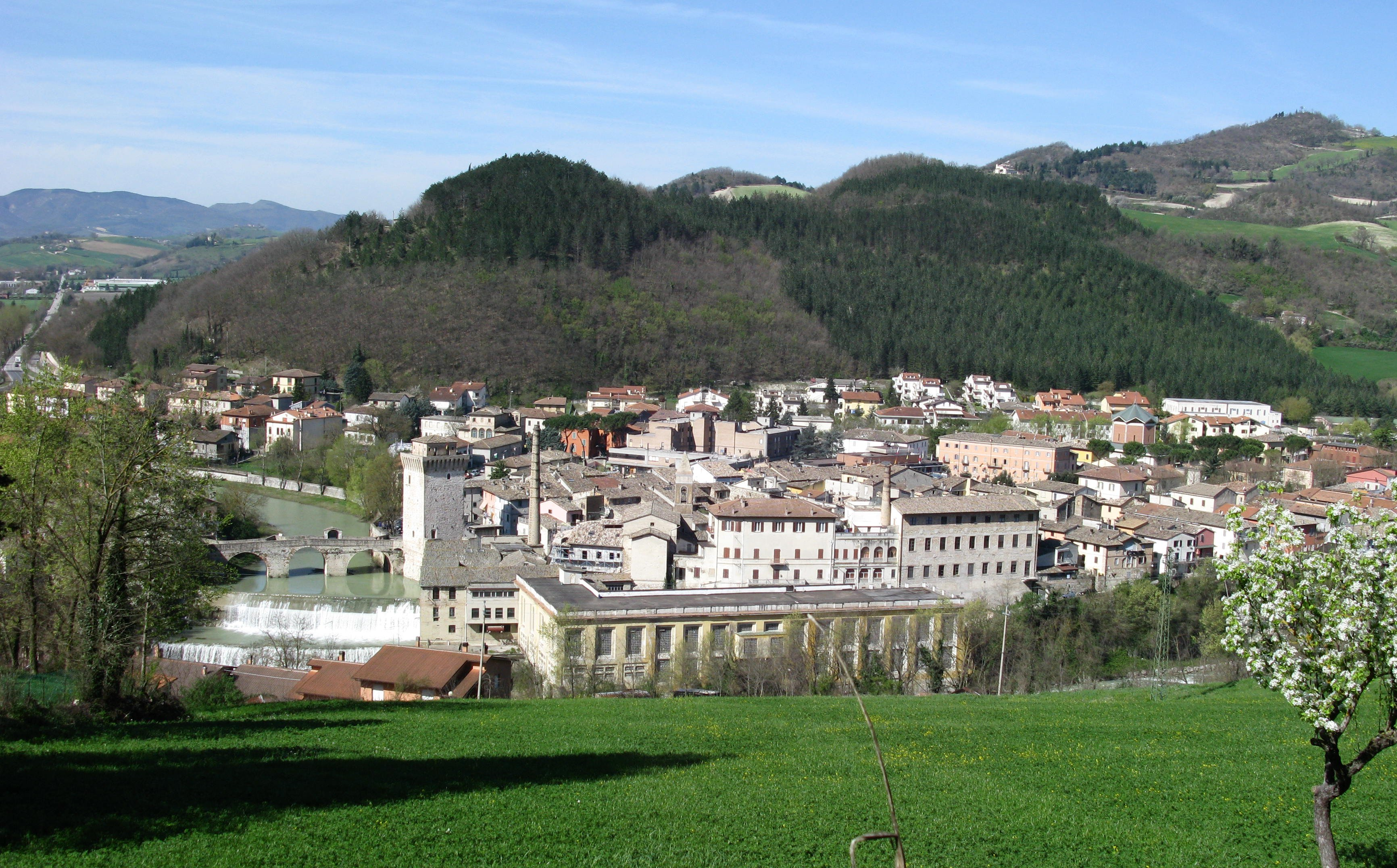
Fermignano